# Hermanos y detectives (serie de televisión de España)
Hermanos y detectives fue una serie española, adaptación de la serie argentina del mismo título dirigida por Damián Szifron, creador de la serie Los simuladores. Fue realizada por la productora Eyeworks-Cuatro Cabezas para la cadena Telecinco.
Se estrenó el 4 de septiembre de 2007 en el prime time de los martes, con buenos niveles de audiencia, que se beneficiaron aún más, cuando Telecinco decidió trasladar la serie al prime time de los domingos desde el sexto capítulo. Fue líder de audiencia en casi todas sus emisiones durante la primera temporada, lo que hizo que la serie fuera renovada por una segunda temporada.
El estreno de la segunda temporada llegó el 14 de diciembre de 2008 en el late night de los domingos, después de que Telecinco hubiera anunciado su estreno meses atrás para octubre del mismo año. Con datos de audiencia aceptables, pero insuficientes para la cadena, la serie fue trasladada, tras la emisión de cuatro capítulos, al prime time de los viernes, empeorando los niveles de audiencia, lo que hizo que Telecinco cancelara de forma inmediata su emisión después de haber programado tres capítulos en su nueva ubicación, quedando pendientes de estreno otros seis ya rodados y sin hueco claro en la parrilla televisiva.
El 28 de julio de 2009, Telecinco decidió recuperar los seis últimos capítulos de la segunda temporada de la serie en el prime time de los martes, para su emisión en la época estival, dando así por concluida la ficción de forma definitiva.

## Reparto

### Personajes actuales
- Daniel Montero (Diego Martín): uno de los protagonistas principales de la serie. Daniel es un oficial de rango menor miembro de la Brigada de Homicidios de la Policía que, inmerso en la treintena disfruta de la tranquilidad que le aporta una vida más que predecible. Vive solo en un pequeño apartamento de alquiler y sus relaciones sociales se reducen a las que tienen lugar en su rutinario trabajo administrativo y a esporádicas reuniones con sus amigos. La llegada de su hermano Lorenzo a su vida será el comienzo de una nueva etapa en la misma, en la que la ayuda de este en la resolución de diversos casos le convertirá en uno de los policías más eficientes de la brigada. Enamorado de Carmen, la camarera del bar que suele frecuentar en su tiempo libre, su relación con ella le enfrenta con su superior, el Comisario Serrano, cuyo puesto ocupa temporalmente tras el intento de asesinato que sufre este, volviendo a su posición anterior a su regreso. Tras la llegada a la alcaldía de Serrano y el nombramiento de una nueva comisaria deja el cuerpo y junto a Lorenzo y Mansilla monta una agencia de detectives. Finalmente deja a Carmen y se queda con María a pesar de tener un hijo con Carmen.
- Lorenzo Montero (Rodrigo Noya): el hermano de Daniel, un niño dotado de una inteligencia prodigiosa y un don extraordinario para la deducción. Huérfano de madre al nacer, tras la muerte de su padre viaja de Argentina a España para ponerse al cuidado de un hermano mayor al que no conoce y que al principio se muestra reacio a este cambio en su vida, aunque poco a poco acabará cogiéndole afecto. Entusiasmado con la profesión de Daniel, Lorenzo mostrará su pericia para resolver los casos más complicados al hacer uso de su lógica deductiva, convirtiéndose en el principal apoyo de su hermano en las más de una ocasión en que se vea en un callejón sin salida. A pesar de todo, su corta edad le hace vulnerable a las diversas situaciones de la vida con las que se encuentra, por lo que para ello cuenta con la ayuda de Daniel. La nueva vida de Lorenzo llega a un punto y aparte cuando acepta una beca para estudiar en un centro de niños brillantes en Canadá, del que vuelve seis meses después, añorando a su hermano y a su afición por la resolución de casos policiales. Al final de la serie, junto a su hermano y Mansilla crea una agencia de detectives. Su sobrino es hijo de Carmen.
- Javier Mansilla (Javier Cifrián): compañero de trabajo y amigo de Daniel. Equilibra con su positiva actitud entusiasta sus numerosas limitaciones, y siempre está a la hora de levantar el ánimo. Odia profundamente a Serrano, quien tampoco le tiene en estima, y está atraído por su compañera María, aunque esta no le corresponda. Finalmente crea una agencia de detectives privados con Lorenzo y Daniel.
- Comisario Manuel Serrano (Álex Angulo) (†): responsable de la brigada de Homicidios de la comisaría donde trabaja Daniel. De personalidad cínica, materialista y amoral, está más preocupado de cerrar los casos asignados a su departamento para colgarse medallas que de hacer bien su trabajo. Tras el ascenso y traslado del inspector jefe de su brigada asigna el cargo a Montero después que este resuelva un caso bastante peliagudo. Casado y con un hijo, mantiene una relación extramatrimonial con Carmen, la cual ella da por finalizada antes de empezar a salir con Daniel; es por ello por lo que el Comisario inicia una guerra personal contra su joven inspector jefe, a quien empieza a profesar un enorme odio, mucho mayor que el que ya le tenía desde hacía tiempo a Mansilla, a quien considera demasiado incompetente para su trabajo.
Un atentado contra la vida de Serrano es el detonante que destapa una turbia trama de corrupción en la que el Comisario está involucrado junto a tres compañeros suyos, quienes habían tomado la decisión de eliminarlo al considerarlo peligroso para sus intereses. Tras sobrevivir al intento de asesinato, y habiendo simulado un estado de incapacidad mental durante semanas, Serrano utiliza sus influencias para mandar a sus antiguos socios a prisión con total impunidad y recuperar su puesto, ocupado hasta entonces por Montero, a quien durante los meses siguientes hace la vida imposible, aunque manteniéndolo en su brigada al considerarlo imprescindible.
Con intención de ascender en su escalada de poder, Serrano presenta su candidatura a la alcaldía de la ciudad con su propia plataforma política, el CPS (Coalición Por la Seguridad), para lo cual cuenta con la ayuda de su recién contratada directora de campaña, Inés Altolaguirre. Finalmente consigue llegar a la alcaldía.
- Carmen Gómez (Marta Nieto): camarera del bar donde se reúnen diariamente los miembros de la brigada. Atractiva, espontánea y dotada de una fuerte personalidad, gracias a su simpatía consigue ser el centro de atención de todos y cada uno de sus clientes, siendo por quien suspira Daniel en secreto. Ella también se siente atraída por el joven inspector, aunque mantiene una relación con Serrano, la cual decide dar por finalizada más tarde antes de empezar a salir con Daniel. A pesar de las amenazas del Comisario a ambos, nada impide que inicien su romance.
- María Mendiluce (Inge Martín): una de los miembros más eficientes de la brigada. Inmersa en la treintena, es bastante celosa tanto de sus deberes como de sus derechos y tiene un carácter muy fuerte que demuestra en su modo de encajar las bromas de sus compañeros. Con quienes mejor se lleva son Mansilla y Daniel, sintiéndose atraída por este último, a pesar de saber que él suspira por otra mujer.
- Sergio Blasco (Manolo Solo): subinspector de la brigada, uno de los graciosos en la unidad. Entre sus entretenimientos se hallan señalar con descaro los defectos de los demás y gastar bromas pesadas. No es precisamente un amante de los retos, ante casos complejos especialmente suele dejar para mañana lo que puede hacer hoy. Es el mejor amigo de Zambrano. Fue salvado en una ocasión por Pereira y en una ocasión casi muere a manos de Zambrano.
- Pablo Zambrano (Víctor Clavijo): el más "vividor" de los miembros de la brigada, dotado de una fuerte actitud positiva ante los desafíos que se le plantean. En un capítulo se muestra que era alcohólico y que Pereira lo saco de ese mundo. En ese mismo capítulo se ve que tiene una hija llamada Beatriz.
- Matías Kamijo (Joy Rodríguez): agente en prácticas de la brigada y sobrino de Serrano. A pesar de haber sido colocado en el cuerpo por su tío no disfruta de la confianza de este, aunque no le faltan ganas ni ilusión por hacer un esfuerzo para destacar. Está enamorado de María.
- Inés Altolaguirre (Belinda Washington): asesora de imagen y jefa de la campaña política de Serrano. Mujer cultivada, independiente, resolutiva y segura de sí misma, concibe el trabajo como la faceta más importante de su vida, por lo que hará lo imposible para que su candidato gane las elecciones.
- Lluvia (Miriam Correa): nueva técnica en comunicaciones de la comisaría. Con una marcada vertiente espiritual y abierta a cualquier experiencia mística es una experta en tecnologías volcada en mantener el buen karma, y su peculiar personalidad, junto con sus extravagancias combinan muy a la perfección con la inteligencia de Lorenzo.

### Personajes que han abandonado la serie
- Fortunato Cebrián (Paul Loustau) (†): subinspector de la Brigada de Homicidios, quien más acompaña a Blasco en sus bromas, sobre todo si se trata de tomar el pelo a María. Abandona el cuerpo tras hacer un viaje al Caribe y montar allí un chiringuito. El personaje tuvo que desaparecer dado el triste fallecimiento del actor que lo interpretaba en un accidente de tráfico.
- Carlos Pereira (†)(José Solaz): Inspector de la brigada de homicidios asesinado hace unos años. No se sabe mucho sobre el,  ya que solo aparece en el capítulo once de la segunda temporada. Se mencionan varias cosas sobre él: que era el mejor hombre de toda la brigada, que era una gran persona y que tenía una gran amistad con todos. Su hijo se llama Daniel en honor a Montero, puesto que Daniel y Carlos eran grandes amigos. Su asesino muere a manos de Zambrano en la comisaría. Aunque Blasco estaba en medio Zambrano disparó, impactando la bala en el hombro de Blasco y en el corazón de su asesino.

## Reparto por temporadas

### 1.ª temporada

#### Reparto principal
- Diego Martín - Daniel Montero
- Rodrigo Noya - Lorenzo Montero

##### Con
- Javier Cifrián - Javier Mansilla
- Álex Angulo - Manuel Serrano
- Marta Nieto - Carmen Gómez
- Inge Martín - María Mendiluce
- Manolo Solo - Sergio Blasco
- Víctor Clavijo - Pablo Zambrano
- Paul Loustau - Fortunato Cebrián

#### Reparto recurrente
- Manuel de Blas (Episodio 1, Episodio 12)
- Álvaro Gálvez (Episodio 1, Episodio 10)
- Maribel Ripoll (Episodio 2 - Episodio 3, Episodio 7, Episodio 9, Episodio 11 - Episodio 13)
- Manuel Tallafé (Episodio 5, Episodio 11 - Episodio 13)
- Marta Aledo (Episodio 2, Episodio 5, Episodio 10)
- Christofer Torres (Episodio 4, Episodio 12)
- Joy Rodríguez - Matías Kamijo (Episodio 6 - Episodio 13)
- Daniel Freire (Episodio 6, Episodio 11)
- Patricia Sanz (Episodio 6, Episodio 11, Episodio 13)
- Luis Bermejo (Episodio 11 - Episodio 13)
- Fidel Almansa (Episodio 11 - Episodio 13)
- Alberto Alonso (Episodio 11, Episodio 13)
- Paca López (Episodio 11 - Episodio 12)
- Lucía Ramos (Episodio 10, Episodio 12 - Episodio 13)
- Ana Gracia (Episodio 12 - Episodio 13)
- Gabriel Moreno (Episodio 12 - Episodio 13)
- Juan Gea (Episodio 12 - Episodio 13)
- Ramón Merlo (Episodio 12 - Episodio 13)
- Lilian Caro (Episodio 12 - Episodio 13)

#### Reparto episódico
- Manuel Gancedo (Episodio 1)
- Javier Ambrossi - Sebastián (Episodio 1)
- Juanfra Becerra (Episodio 1)
- Manuel Monteagudo (Episodio 1)
- Nicky Negrete (Episodio 1)
- Joshean Mauleón (Episodio 1)
- Pilar Valero (Episodio 1)
- David Becerra (Episodio 1)
- Antonio Idra (Episodio 1)
- Óscar Zafra (Episodio 2)
- Aurora Carbonell (Episodio 2)
- Cari Antón (Episodio 2)
- Tomás Calleja (Episodio 2)
- Domingo Cruz (Episodio 2)
- Diana de Pedro (Episodio 2)
- Gustavo Galindo (Episodio 2)
- Pepe Hervás (Episodio 2)
- Óscar Huescas (Episodio 2)
- Enrique Lestón (Episodio 2)
- Koldo Losada (Episodio 2)
- Carmen Lucas (Episodio 2)
- Fran Nortes (Episodio 2)
- Pingüi (Episodio 2)
- Bernardo Rivera (Episodio 2)
- Manuel Romero (Episodio 2)
- Pedro Schwart (Episodio 2)
- Javier Ultra (Episodio 2)
- Juan Carlos Villanueva (Episodio 2)
- Daniel Villar (Episodio 2)
- Paco Maestre (Episodio 3)
- Luís Rallo (Episodio 3)
- Roger Álvarez  (Episodio 3)
- Manolo García (Episodio 3)
- Tomás del Estal (Episodio 3)
- Tomás Dariusz (Episodio 3)
- Basili Prosenko (Episodio 3)
- Pep Guinyol (Episodio 3)
- Ángel Jodrá (Episodio 3)
- Jorge Merino (Episodio 3)
- Carlos Gil (Episodio 3)
- Javier Sesmillo (Episodio 3)
- Ariadna Castellano (Episodio 3)
- Adrián Portugal (Episodio 3)
- Alicia Lobo (Episodio 3)
- Félix Granados (Episodio 3)
- Marta Rubio (Episodio 3)
- Cristina Martín (Episodio 3)
- Camino Texeira (Episodio 3)
- Israel Giraldo (Episodio 3)
- Alberto Chávez (Episodio 3)
- Cristo Barbuzano (Episodio 3)
- Juan Aroca (Episodio 3)
- Luis Gaspar (Episodio 4)
- Joaquín Notario (Episodio 4)
- Diego Paris (Episodio 4)
- Vicente Haro (Episodio 4)
- Patrick Criado - Gonzalo, sobrino de Mansilla(Episodio 4)
- Carolina Peterson  - Ana, sobrina de María(Episodio 4)
- Manuel Castillejos (Episodio 4)
- Gustavo Galindo (Episodio 4)
- Iván de Lucas (Episodio 4)
- Lucas Trapaza (Episodio 4)
- Paco Celdrán (Episodio 4)
- Miriam Correa (Episodio 4)
- Alba Águeda (Episodio 4)
- Juanma Lara (Episodio 5)
- Pepo Oliva (Episodio 5)
- Paco Vidal (Episodio 5)
- Fernando Ustárroz (Episodio 5)
- Julio Tejela (Episodio 5)
- Fanny Condado (Episodio 5)
- Marta Ambit (Episodio 5)
- Carmen Arévalo (Episodio 5)
- Álvaro Tobaruela (Episodio 5)
- Carlos Martínez (Episodio 5)
- Gloria Gómez (Episodio 5)
- Pedro Cebrino (Episodio 5)
- María Miguel (Episodio 5)
- Alfredo Alba (Episodio 5)
- Álvaro Mayo (Episodio 5)
- Jaime Losada (Episodio 6)
- Héctor Astobiza (Episodio 6)
- José Luis Díaz (Episodio 6)
- Luisa Fernanda Gaona (Episodio 6)
- Víctor Gil (Episodio 6)
- Juan Rueda (Episodio 6)
- Antonio Espigares (Episodio 6)
- Mario Bedoya (Episodio 6)
- Julio César Santos (Episodio 6)
- Alberto Cueto (Episodio 6)
- Carlos Lorenzo (Episodio 6)
- Germán Torres (Episodio 6)
- Ana Risueño (Episodio 7)
- Sebastián Haro (Episodio 7)
- César Camino (Episodio 7)
- Juan Antonio Codina (Episodio 7)
- Vicente Díez (Episodio 7)
- Josep Compté (Episodio 7)
- Alex Pastor (Episodio 7)
- Javier Losán (Episodio 7)
- Jorge Casalduero (Episodio 7)
- Críspulo Cabezas (Episodio 7)
- Carolina Cañada (Episodio 7)
- Emilia Uutinen (Episodio 7)
- León Berruecho (Episodio 7)
- Jorge Gurpegi (Episodio 7)
- Luis Mesonero (Episodio 8)
- Luis Callejo (Episodio 8)
- Vanessa Rasero (Episodio 8)
- Daniel Pérez Prada (Episodio 8)
- Víctor Barba (Episodio 8)
- Vicenç Miralles (Episodio 8)
- David Pinilla (Episodio 8)
- Carlos Moreno (Episodio 8)
- Santiago López (Episodio 8)
- Paco Luna (Episodio 8)
- Arantxa de Juan (Episodio 9)
- Paco Olmo (Episodio 9)
- Gonzalo Ramos (Episodio 9)
- Tamara Arias (Episodio 9)
- Gregor Acuña (Episodio 9)
- Juanma Navas (Episodio 9)
- Alberto Rubio (Episodio 9)
- Pedro Ocaña (Episodio 9)
- Carlos Ibarra (Episodio 9)
- Javier Pérez-Acebrón (Episodio 9)
- Alejandra Crepi (Episodio 10)
- Mario Martín (Episodio 10)
- Monti Castiñeiras (Episodio 10)
- José María Peña (Episodio 10)
- Antonio del Olmo (Episodio 10)
- Arancha Valdivia (Episodio 10)
- Antonio Indra (Episodio 10)
- Cristian Casas (Episodio 10)
- Juan Manuel Cotello (Episodio 10)
- Lucina Gil (Episodio 10)
- Jose Roa (Episodio 10)
- Fernando Soto (Episodio 10)
- Claudia Girález (Episodio 10)
- Chete Guzmán (Episodio 10)
- Manuel Morón (Episodio 11)
- Maxi Rodríguez (Episodio 11)
- José Luis Torrijo (Episodio 11)
- Yael Belicha (Episodio 11)
- David Luque (Episodio 11)
- Mario Fernández (Episodio 11)
- Elvira Cuadrupani (Episodio 11)
- Carles Canut (Episodio 12)
- Antonio Peregrín (Episodio 12)
- Luis Iannone (Episodio 12)
- Julio Jordán (Episodio 12)
- Juan Polanco (Episodio 12)
- Óscar Hernández (Episodio 12)
- Mario Zorrilla (Episodio 12)
- Israel García (Episodio 12)
- Sergio Villoldo (Episodio 12)
- María Caudevilla (Episodio 13)
- Fernando Valdivieso (Episodio 13)
- Lola Manzano (Episodio 13)

#### Con la colaboración especial de
- Eusebio Poncela - Profesor Fontán (Episodio 1)
- María Garralón - Madre (Episodio 1)
- Silvia Marsó (Episodio 2)
- Nicolás Dueñas (Episodio 2)
- Luis Fernando Alvés (Episodio 3)
- Carlos Hipólito (Episodio 4)
- Santi Millán  (Episodio 4)
- Laura Pamplona (Episodio 5)
- Gloria Muñoz (Episodio 6)
- José Luis García Pérez (Episodio 6)
- Paulina Gálvez (Episodio 7)
- Jesús Noguero (Episodio 7)
- Elisa Matilla (Episodio 8)
- Pau Durá (Episodio 9)
- Ángel de Andrés (Episodio 10)
- Asunción Balaguer (Episodio 10)
- Manolo Caro (Episodio 11 - Episodio 12)
- Fernando Conde (Episodio 11)
- Javivi (Episodio 11)
- Alberto San Juan (Episodio 12 - Episodio 13)
- Asumpta Serna (Episodio 12 - Episodio 13)
- Fernando Conde (Episodio 13)

### 2.ª temporada

#### Reparto principal
- Diego Martín - Daniel Montero
- Rodrigo Noya - Lorenzo Montero

##### Con
- Javier Cifrián - Javier Mansilla
- Álex Angulo - Manuel Serrano
- Marta Nieto - Carmen Gómez
- Inge Martín - María Mendiluce
- Manolo Solo - Sergio Blasco
- Víctor Clavijo - Pablo Zambrano
- Joy Rodríguez - Matías Kamijo
- Miriam Correa - Lluvia

#### Reparto secundario
- Belinda Washington - Inés Altolaguirre (Episodio 1/14 - Episodio 3/16, Episodio 5/18 - Episodio 8/21)
- Gorka Aguinagalde - Quisquilla (Episodio 1/14 - Episodio 3/16, Episodio 5/18, Episodio 7/20 - Episodio 8/21)

#### Reparto recurrente
- Daniel Freire (Episodio 1/14 - Episodio 2/15)
- Christofer Torres (Episodio 1/14, Episodio 4/17, Episodio 6/19)
- Arantxa Zambrano (Episodio 1/14, Episodio 3/16 - Episodio 4/17, Episodio 6/19)
- Ainhoa Aldanondo (Episodio 1/14, Episodio 5/18)
- Manuel Tallafé (Episodio 3/16, Episodio 8/21)

#### Reparto episódico
- Luis Rallo (Episodio 1/14)
- Lucía Gracía (Episodio 1/14)
- Mila Espiga (Episodio 1/14)
- Juan Ramón García (Episodio 1/14)
- Ruth Santamaría (Episodio 1/14)
- Aurora Freire (Episodio 1/14)
- Daniel Román (Episodio 1/14)
- Gorka Moreno (Episodio 1/14)
- Javier Mejía (Episodio 1/14)
- Edward Olive (Episodio 1/14)
- José Navar (Episodio 1/14)
- Manu Onrata (Episodio 1/14)
- Alexandra Smirnova (Episodio 1/14)
- Bryan Franklin (Episodio 1/14)
- Sara Guoying (Episodio 1/14)
- Rafa Maza (Episodio 1/14)
- Antonio Larrondo (Episodio 1/14)
- Tomás Jiménez (Episodio 1/14)
- Lucas Chelos (Episodio 1/14)
- Jordi Gracia (Episodio 2/15)
- Juan Carlos Vellido (Episodio 2/15)
- Rafa Castejón (Episodio 2/15)
- David Lorente (Episodio 2/15)
- Cristina Camisón (Episodio 2/15)
- Voro Tarazona (Episodio 2/15)
- Luis del Cura (Episodio 2/15)
- Moncho Sánchez Diezma (Episodio 2/15)
- Daniel Moreno (Episodio 2/15)
- Félix Casales (Episodio 2/15)
- Santiago López Coira (Episodio 2/15)
- Vicente Ayala (Episodio 2/15)
- Paula Prendes (Episodio 2/15)
- José Carretero (Episodio 2/15)
- Iván Villanueva (Episodio 2/15)
- Luis Felpeto (Episodio 2/15)
- Font García (Episodio 2/15)
- Carmela Quijano (Episodio 3/16)
- Salomé Jiménez (Episodio 3/16)
- Pablo Viña (Episodio 3/16)
- Adrián Lamana (Episodio 3/16)
- Roberto Hoyas (Episodio 3/16)
- Fernando Gómez Vaquero (Episodio 3/16)
- Nadia Dimitrova (Episodio 3/16)
- Mario Sánchez (Episodio 3/16)
- Carlos García (Episodio 3/16)
- Paloma Rojas (Episodio 3/16)
- Candela Rival (Episodio 3/16)
- Concha Leza (Episodio 4/17)
- Ana Casas (Episodio 4/17)
- Jesús Cracio (Episodio 4/17)
- Ricard Sales (Episodio 4/17)
- Ricard Borras (Episodio 4/17)
- María Isasi (Episodio 4/17)
- Saskia Guanche (Episodio 4/17)
- Esperanza de la Vega (Episodio 4/17)
- Felipe Andrés (Episodio 4/17)
- Raquel Sierra (Episodio 4/17)
- Velilla Valbuena (Episodio 4/17)
- Rosa Carreras (Episodio 4/17)
- José luis Mosquera (Episodio 4/17)
- Ana del Arco (Episodio 4/17)
- Mila Della Cueva (Episodio 4/17)
- Mikel Tello (Episodio 4/17)
- Soraya Padrao (Episodio 4/17)
- Miriam Martín (Episodio 4/17)
- Luis Yagüe (Episodio 4/17)
- Mabel Escaño (Episodio 4/17)
- Antonio Velasco (Episodio 4/17)
- Emilio Lorente (Episodio 4/17)
- Andrea Simonín (Episodio 5/18)
- Javier Aller (Episodio 5/18)
- Melida Molina (Episodio 5/18)
- Charo Zapardiel (Episodio 5/18)
- Cristina Velarde (Episodio 5/18)
- Ignacio Ysasi (Episodio 5/18)
- Juan Ceacero (Episodio 5/18)
- Daniel Rumbero (Episodio 5/18)
- Óscar Mayer (Episodio 5/18)
- Daniel Diosdado (Episodio 5/18)
- Pablo García (Episodio 5/18)
- Lola Acosta (Episodio 5/18)
- Carlos Olalla (Episodio 5/18)
- Pablo Huetos (Episodio 5/18)
- Roberto Álamo (Episodio 6/19)
- Vicente Romero (Episodio 6/19)
- Joaquín Gómez (Episodio 6/19)
- Biel Durán (Episodio 6/19)
- Miguel Campos (Episodio 6/19)
- Emilio Linder (Episodio 6/19)
- Miguel Ortiz (Episodio 6/19)
- José Luis de Madariaga (Episodio 6/19)
- Marta Bigeriego (Episodio 6/19)
- Toni Zenet (Episodio 6/19)
- Antonio Reyes (Episodio 6/19)
- Aira Capa Fuertes (Episodio 6/19)
- Natalia Hernández (Episodio 6/19)
- Juan López (Episodio 6/19)
- Mila Espiga (Episodio 6/19)
- Óscar González (Episodio 6/19)
- Beatriz Catalán (Episodio 6/19)
- Juan Manuel Cortés (Episodio 6/19)
- Carmen Villanueva (Episodio 6/19)
- Adrián Viador (Episodio 7/20)
- Wendy Espinal (Episodio 7/20)
- Rocío Calvo (Episodio 7/20)
- Carlos Kaniwosky (Episodio 7/20)
- Javi Tolosa Echepare (Episodio 7/20)
- Ramón Ibarra (Episodio 7/20)
- Fidel Almansa (Episodio 7/20)
- Leopoldo Ballesteros (Episodio 7/20)
- Palmira Ferrer (Episodio 7/20)
- Gloria López (Episodio 7/20)
- Bana Pérez (Episodio 7/20)
- Federico Aguado (Episodio 7/20)
- Paula Cancio (Episodio 7/20)
- Manuel Sánchez (Episodio 7/20)
- Patricia Sanz (Episodio 7/20)
- Antonio Gómez (Episodio 7/20)
- Fernando de Retes (Episodio 7/20)
- Carolina Lapausa (Episodio 8/21)
- Pilar Bastardes (Episodio 8/21)
- Benito Sagredo (Episodio 8/21)
- Javier Redondo (Episodio 8/21)
- Adolfo de Grandy (Episodio 8/21)
- Sonia Castelo (Episodio 8/21)
- Joshean Mauleon (Episodio 8/21)
- Olalla Oliveros (Episodio 8/21)
- Albert López Murtra (Episodio 8/21)
- Pepe Ocio (Episodio 8/21)
- Marina Muñoz (Episodio 8/21)
- Pingüi (Episodio 8/21)
- Almudena León (Episodio 8/21)
- Xoel Fernández (Episodio 8/21)
- Monica Caballero (Episodio 8/21)
- Francisco de Borja (Episodio 8/21)
- Carmina Rojas (Episodio 8/21)
- Salud Gutiérrez (Episodio 8/21)
- Victor Anaya (Episodio 8/21)

#### Con la colaboración especial de
- Asumpta Serna (Episodio 1/14)
- Carmen Morales (Episodio 1/14)
- Héctor Colomé (Episodio 1/14)
- Chema Muñoz (Episodio 1/14)
- Pilar Punzano (Episodio 2/15)
- Javier Veiga (Episodio 2/15)
- Asunción Balaguer (Episodio 4/17)
- Juan Sanz (Episodio 4/17)
- Fernando Chinarro (Episodio 4/17)
- Joan Crosas (Episodio 5/18)
- Blanca Apilánez (Episodio 5/18)
- Daniel Grao (Episodio 8/21)

## Argumento
Comienza con un policía administrativo, Daniel Montero, que recibe como herencia el cuidado de un medio hermano que él no conocía, Lorenzo Montero, un niño prodigio con un coeficiente intelectual de 200 que cambia su modo de vivir y su trabajo, quedando a cargo, con la ayuda del pequeño de once años, del nivel homicidios. Daniel tiene un compañero de trabajo, Javier Mansilla. Deduciendo y explorando resuelven los casos más llamativos.

### Capítulo 1: "El profesor Fontán"
Daniel conoce a Lorenzo. Al principio se niega a colaborar en la custodia del menor, pero la adopción no es optativa, sino obligatoria.
Un profesor de literatura asesina a su alumno para robar una novela que él considera "de un verdadero autor, no de un alumno de literatura". Montero se dispone a descubrir el asesinato, y en busca de pruebas descubre una verdad terrible, el profesor Fontán era el asesino a quien había confiado por unos instantes el cuidado de su hermano Lorenzo. Montero corre una carrera contra el tiempo para salvar a su hermano y atrapar al asesino.

### Capítulo 2: "El secreto de Roque Peralta"
A Daniel le dan el puesto de jefe de brigada, por resolver el caso mencionado. Esto complica las cosas, ya que Daniel no es una persona muy inteligente y mucho menos capacitada para dirigir. Lorenzo y Mansilla serán de gran ayuda para el desprotegido policía.
Una joyería se incendia misteriosamente. El único muerto es el guardia de seguridad del edificio. Pero no todo es lo que parece: Este "guardia de seguridad" resulta ser una persona en mal estado psíquico, a quién dan de alta en el manicomio para involucrar en el crimen. El verdadero crimen lo cometen una responsable del manicomio y un cómplice. Quieren robar una joya.

### Capítulo 3: "El caso del asesino gordo"
Daniel enseña a Lorenzo la explotación que sufren ciertos chicos sobre algunas personas que pretenden de ellos el éxito fácil y lucrar económicamente. Daniel lo prepara para la derrota diciendo que este concurso estaba arreglado. Cuando finalizaba el programa Lorenzo descubre algo que es proyectado en sombras y empieza la escena policial, cierran el canal para que nadie entre ni salga.
El dueño de un reconocido canal de televisión es asesinado en su departamento. Las únicas características que da el testigo son: "un hombre gordo que rengueaba".
Ese "hombre gordo" resultan ser dos hermanos acróbatas rusos que increíblemente unieron sus cuerpos para dar con las características.

### Capítulo 4: "El extranjero solitario"
Hay un campamento para los hijos de los policías, al que Lorenzo acude, en Los Pinos. 
Un extranjero es misteriosamente asesinado en el pueblo de Los Pinos. Años después, tras la intriga que recibió Lorenzo al escuchar el relato, el misterio fue descubierto. El extranjero era judío, espía enviado a España para descubrir a los nazis refugiados, uno de estos es el asesino.
Al final, Lorenzo y Daniel se hacen un poco más amigos.

### Capítulo 5: "La única heredera"
Un anciano millonario muerto en su propia casa. Habría sufrido una muerte natural, pero la policía investigaría. En medio, ella, la única heredera, una hermosa mujer (Nancy Duplaa) involucrada en una sospecha de asesinato. La mujer resultó no ser la esposa del anciano, sino una cómplice del crimen (heredar el dinero de este). La verdadera mujer había sido asesinada meses antes por el cómplice masculino.

### Capítulo 6: "El loco de la azotea"
Un francotirador asesina tres víctimas en diferentes lugares. En verdad solo iba por una presa, la segunda. Las otras dos las asesinó para esconder su crimen.
Cuando se encontraban en plena investigación aparece una supuesta inspectora que debía pasar algunos días con ellos para evaluar como vivía Lorenzo. Mansilla "contrata" a Carmen para hacerse pasar por novia de Daniel , cubriendo así la presencia materna en el hogar.

### Capítulo 7: "Muerte en escena"
Los hermanos Montero (Daniel y Lorenzo) fueron a ver una obra de teatro. Mansilla había convencido a Daniel que invitara a Carmen a salir, pero ella no aceptó debido a que estaba saliendo con el subcomisario Serrano. Terminaron saliendo Daniel, Lorenzo, Mansilla y Kamijo.
Durante la obra, el protagonista es asesinado por uno de sus compañeros. La bala había sido cambiada por otro de los actores, al que desplazaron del papel principal para poner a la víctima.

### Capítulo 8: "El enigma del otro Mundo"
Daniel, no sabe a dónde irse de puente, y hace tiempo que no se toma unas vacaciones. Mansilla le dice que en Peñíscola, junto al lago escondido, su familia heredó una casa de su abuela Agustina. Afirma que es un paraíso y que sus padres lo engendraron allí una noche de verano, pero Blasco y Fortunato le gastan una broma sobre los extraterrestres. Eso despierta la intriga de Lorenzo por el lugar. Terminan yendo guiados por un mapa que les hizo Mansilla para poder llegar. Al final dan muchas vueltas sin saber dónde están. Montero decide parar en una esquina para consultar el mapa, al que califica textualmente de "Tortura psicológica cruel y refinada". Por suerte les seguía un teniente de la Guardia Civil del pueblo, y les da unas indicaciones para llegar al lugar. Cuando por fin llegan, se encuentran con que la casa la tenían abandonada. Enfadado, este llama a Mansilla diciéndole que la casa era una ruina, y que les pagara un hotel. Pero Mansilla ve a María tonteando con Kamijo, y cuelga a Montero, para cortar el rollo. Al final Montero y Lorenzo llegan a una casa en el campo y tocan, pero no hallan a nadie. 
Cuando deciden volver al coche, Lorenzo vio algo que le sorprendió, una quemadura de la hierba extraña, como si lo hubieran quemado con ácido. Cuando Daniel, va a arrancar el coche, se da cuenta de que este no arranca y se enfada, por lo que está a kilómetros de Carmen, y que debe estar con Serrano, su amante. De repente, ven a la dueña de la casa, acercarse. Montero le dice que no arranca el coche y Erika, les invita a pasar. Daniel, llama a la grúa, y Erika lo invita a cenar. En esa cena, Daniel se da cuenta de que su marido, Luis, ha desaparecido, pero Erika defiende que fue abducido por extraterrestres. 
Al otro día acuden a la Guardia Civil para averiguar un poco más sobre la desaparición de Luis. El teniente Nicolás, que era el responsable del caso, dijo que en su día se investigó, mas no se encontró nada. Pero al día siguiente se encuentran el cuerpo de Luis, desnudo, en posición fetal, y con el meñique de la mano derecha amputado. El médico del pueblo, dijo que la causa de la muerte era una entrada de oxígeno en el torrente sanguíneo, lo que había provocado un aneurisma. Daniel y Lorenzo, se ponen a investigar, aunque están de vacaciones, y ese sitio, no entra dentro de su jurisdicción.

### Capítulo 9: "Los minutos antes de morir"
Un motorista del videoclub, acude al recinto El Paraíso, llevando una película porno a Leonardo Cuesta. El conserje dice que le respete la velocidad, porque la bronca se la lleva él. La velocidad es de 20 km por hora por lo que se tarda exactamente 10 minutos en llegar a la casa de los Cuesta.  Al llegar el chaval del videoclub, encuentra la puerta entreabierta, cuando la abre, el perro sale asustado, y encuentra el cadáver de Leonardo Cuesta, con un cuchillazo en la barriga. También hay un sofrito en el fuego. 
Por otro lado, Carmen tiene una cita con Serrano, pero al llegar este, le dice que no puede por lo de su mujer. Daniel se entera de que es el cumpleaños de Carmen, y la invita a salir cuando le llama Blasco por lo del caso. del hombre apuñalado. Al siguiente día, Daniel invita a Carmen a cenar, pero ésta, se va con Serrano. Al verlo invita a María a unas copas. Vuelve a casa como una cuba, y se enrolla con María. Al otro día, María viene a la comisaría sin la cinta del pelo y Serrano viene muy alegre. Mansilla le confiesa a Daniel que le gusta María, y le pide a Daniel que le hable de él. Cuando van a interrogar a cuatro personas del ámbito del fallecido, los cuatro confiesan a la vez haber matado a Leonardo Cuesta. Por esto, Blasco hace una porra de apuestas, para apostar por el que creen que es el asesino.

### Capítulo 10: "Tiempos difíciles"
Lorenzo sufre la discriminación y el rechazo por parte de los demás chicos del barrio. Se enamora de una de ellos, llamada Valentina (Lucía Ramos) y lo invitan a la fiesta de cumpleaños de Valentina. Los chicos lo engañan diciéndole que era una fiesta de disfraces. Es el único que va ridículamente disfrazado (para los demás chicos), de Topo Gigio, convirtiéndose en la burla de todos.
Un empresario aparece muerto en una pila de arena en medio de una obra en construcción, con una bala en la espalda. 
En verdad, al vecino de enfrente se le había disparado un arma, que culminó con la vida del empresario. Cayó desde su departamento, en un camión de volquetes que llevaba arena a dicha obra.

### Capítulo 11: "El grupo de los cuatro"
El subcomisario Serrano está involucrado en una "mafia" de comisarios. Daniel presencia un asalto a dicho subcomisario que termina con un balazo que dejará al policía como principal sospechoso.
Daniel y Carmen empiezan a salir juntos, él no se anima a tomar la iniciativa, palabras de Mansilla lo ayudan a enfrentar su miedo al rechazo.

### capítulo 12: "El Profesional"
Por otro lado, Daniel recibe una inesperada propuesta para sustituir a Serrano dentro de la comisaría. Abrumado todavía por su nuevo cargo, el joven detective recibie una nueva noticia: una beca para Lorenzo en un programa de niños superdotados en Canadá.
Serrano todavía no podrá ser procesado, pero sí los otros tres policías corruptos si aparecen testigos suficientes. Uno de ellos decide tomar cartas en el asunto y contrata a un asesino a sueldo (Alberto San Juan) para evitarlo. Daniel es recluido bajo protección para garantizar su seguridad, pero es Lorenzo quien corre más peligro. Mientras, Serrano buscará en el chantaje la posibilidad de salir impune de sus actividades ilegales.
Además, el episodio cuenta con la presencia del prestigioso actor Alberto San Juan, que regresa a la pequeña pantalla de la mano de 'Hermanos y Detectives' para interpretar a Dalmasso, un asesino extremadamente efectivo y profesional que actúa sin ningún tipo de remordimientos.

### Capítulo 13: "El final"
Último capítulo de la serie en el que se resuelven dos grandes incógnitas. La primera es el secuestro de Lorenzo por un sicario, que Daniel logra rescatar con la ayuda de María. La segunda, el viaje a Canadá de Lorenzo para asistir a una escuela de superdotados. Todo el mundo despide al joven talento que se embarca en una nueva aventura. Además, Serrano vuelve a su puesto y queda exento de toda culpa. De esta forma, termina una temporada de 'HyD' emocionante, divertida y en la que no hemos tenido un momento de respiro con tramas resueltas por Lorenzo y Daniel, junto con Mansilla y compañía.

## Episodios y audiencias
En esta tabla figura la media de las audiencias por cada temporada en millones de espectadores y porcentaje de share.
| Temporada | Capítulos | Espectadores | Share  |
| --------- | --------- | ------------ | ------ |
| Primera   | 1–13      | 3 418 000    | 20,4 % |
| Segunda   | 14-26     | 1 686 000    | 13,3 % |
| Total     | 1-26      | 2 552 000    | 16,8 % |

Algunos grupos de personas quieren que se haga una tercera temporada.